# Phó bảng
Phó bảng (chữ Hán: 副榜; Tiến sĩ Ất khoa) là một học vị trong hệ thống khoa bảng Việt Nam trong thời Nguyễn, được áp dụng từ 1829 đến 1919.
Cống sĩ đã dự thi Hội khi đậu đại khoa chia 2 hạng: hạng dưới gọi là Phó bảng/Tiến sĩ Ất khoa, hạng trên gọi là Chính bảng/Tiến sĩ Giáp khoa.

## Lịch sử
Học vị Phó bảng được cho là xuất phát từ danh hiệu "Phụ bảng" trong hệ thống khoa cử nhà Thanh, trong đó, những người đỗ Phụ bảng là những sĩ tử giỏi, có năng lực, nhưng số lượng quá nhiều, dẫn đến vượt quá giải ngạch mà triều đình đương thời cho phép. Áp dụng tương tự cho hệ thống khoa cử trong nước, vua Minh Mạng phê chuẩn thiết lập danh hiệu Phó bảng nhằm “ngoài những quyển trúng cách, thể văn quyển nào đầy đủ, tuy không bằng người có tên trong chính bảng, nhưng cũng có thực học thì xin vào Phó bảng” để “không để sót nhân tài”. Tuy mượn hình thức Phụ bảng của Trung Quốc, nhưng triều Nguyễn đã thay đổi theo cách riêng của mình nhằm tìm ra nhân tài phục vụ bộ máy chính quyền, chẳng hạn như ở Trung Quốc, Phụ bảng thấp hơn Cử nhân, tuy nhiên ở Việt Nam thì Phó bảng thấp hơn Tiến sĩ nhưng lại cao hơn Cử nhân.
Năm 1807, vua Gia Long sau khi lên ngôi, với việc chú trọng tuyển chọn nhân tài nhằm kiến thiết đất nước, đã cho tổ chức khoa thi Hương đầu tiên, nhưng chưa tổ chức kỳ thi Hội. Từ thời Minh Mạng, hệ thống khoa cử được tổ chức quy củ hơn với hai kỳ thi Hương và thi Hội được định lệ mỗi ba năm một lần. Khoa thi Hương và thi Hội diễn ra nối tiếp nhau, cứ năm trước thi Hương thì năm sau thi Hội, thi Đình. Đến năm 1829, Minh Mạng quy định đỗ Đại khoa chia thành hạng Chính bảng (hạng trên) và Phó bảng (hạng dưới). Những người đỗ Chính bảng gọi là "trúng cách", được tiếp tục dự thi Đình. Những người đỗ Thứ bảng, gọi là "thứ trúng cách", được trao học vị Phó bảng và dừng lại ở kỳ thi Hội.
Tuy nhiên, đến thời Tự Đức, quy định tuyển chọn Phó bảng đã thay đổi về cách tính điểm và thể lệ dự thi ở các kỳ thi Hội và thi Đình nhằm mở rộng quy mô tìm kiếm nhân tài phục vụ chính quyền. Chẳng hạn, những người chỉ đỗ "thứ trúng cách", tức Phó bảng, đều được cho vào thi Đình chứ không dừng lại ở kỳ thi Hội và tên của họ cũng được ghi danh chung một bảng với "trúng cách". Ở kỳ thi Đình thì những sĩ tử thứ trúng cách không gọi là Phó bảng, đợi sau khi thi Đình xong mới xác định Chính bảng và Phó bảng. Đến năm 1873, quy định cho phép Phó bảng vào thi Đình bị bãi bỏ vì triều đình tuy muốn tuyển chọn càng nhiều nhân tài càng tốt nhưng lo ngại việc "lấy nhiều không thể không lạm".

## Ân điển và phẩm chức

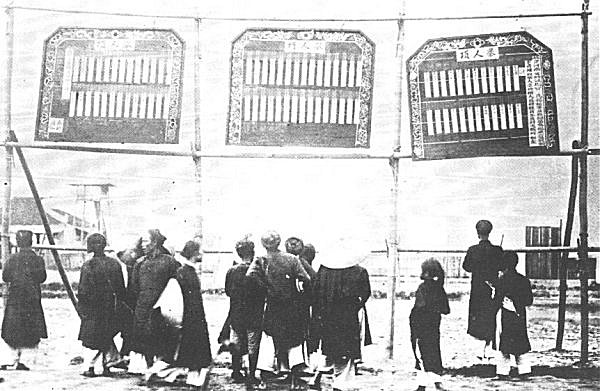
Bảng vàng ghi tên Tiến sĩ

Trong lịch sử khoa bảng triều Nguyễn, ở một số kỳ thi Đình, Phó bảng được dự thi cùng với những người đỗ Chính bảng để chọn ra Tiến sĩ (gồm Cập đệ Tam khôi, Hoàng giáp, Đồng tiến sĩ xuất thân), những người không đủ điểm sẽ được ban học vị Phó bảng. Khi đó, ân điển mà triều đình dành cho người thi đỗ Tiến sĩ và Phó bảng, như lễ Truyền lô, ban yến, ân tứ vinh quy, tương đối khác biệt. Trong đại lễ Truyền lô được tổ chức sau mỗi kỳ thi Đình, tên của những người đỗ Tiến sĩ được ghi trên giấy vàng (long đằng hoặc long tiên), gọi là danh sách Hoàng bảng (bảng vàng) đặt ở điện Thái Hòa; còn những người đỗ Phó bảng được ghi tên vào danh sách Phó bảng, viết trên giấy đỏ (hồng điều), đặt ở Tả Đãi Lậu Viện. Sau khi lễ Truyền lô kết thúc, bảng vàng ghi danh các Tiến sĩ được treo ở Phu Văn Lâu; danh sách Phó bảng chỉ được treo ở cánh hữu Phu Văn Lâu. Tuy nhiên, càng về sau, ân điển của triều đình dành cho Phó bảng càng gần giống với Tiến sĩ.
Về phẩm chức, khi mới được lập vào đời vua Minh Mạng, những sĩ tử đỗ học vị Phó bảng được bổ làm Hàn lâm viện Kiểm thảo, tương đương Tòng thất phẩm. Đến các đời vua triều Nguyễn sau, vị trí bổ nhiệm quan chức cho học vị Phó bảng càng lúc càng tăng. Theo Cao Xuân Dục, vị trí cao nhất mà các Phó bảng triều Nguyễn từng nắm giữ lên đến chức Thượng thư, phẩm hàm tương đương Chánh nhị phẩm.

## Một số danh nhân
- Nguyễn Văn Siêu (1799–1872), Phó bảng năm 40 tuổi, khoa thi Hội năm Mậu Tuất – Minh Mạng thứ 19 (1838), làm quan đến Thị giảng học sĩ (hàm Tòng tứ phẩm), phụ trách giảng dạy hoàng tử, từng làm Ất sứ sang nhà Thanh.[7]
- Vũ Duy Thanh (1807–1859), đỗ Phó bảng năm 44 tuổi, đỗ Thủ khoa Chế khoa[b],[1] làm Tư nghiệp rồi Tế tửu Quốc tử giám Huế.
- Đỗ Đăng Đệ (1814–1888), đỗ Phó Bảng năm 29 tuổi, khoa Nhâm Dần – Thiệu Trị thứ 2 (1842),[9] làm quan đến Lễ bộ Thượng thư, là nhà thơ.
- Hoàng Diệu (1829–1882), đỗ Phó Bảng năm 25 tuổi, khoa Quý Sửu – Tự Đức thứ 6 (1853), từng giữ chức Tổng đốc Hà Ninh (bao gồm Hà Nội và vùng phụ cận).[10][11]
- Nguyễn Thuật (1842–1911), đỗ Phó bảng năm 27 tuổi, khoa thi Hội năm Mậu Thìn – Tự Đức thứ 21 (1868), từng làm đến chức Thượng thư, Tổng đốc Thanh Hóa.[1][12]
- Nguyễn Sinh Sắc (1862–1929), Phó bảng năm 40 tuổi, làm quan Thừa biện bộ Lễ là thân sinh Chủ tịch Hồ Chí Minh.
- Phan Châu Trinh (1872–1926), đỗ Phó bảng năm 30 tuổi, khoa thi năm Tân Sửu (1901).[13]
- Phạm Hy Lượng (1834-1886) , đỗ Phó bảng năm 29 tuổi, Án sát Ninh Bình